# 市民のための自由なラジオ Light UP!
『市民のための自由なラジオ Light UP!』（しみんのためのじゆうなラジオ ライトアップ）は、2016年4月1日から一部コミュニティFMで放送されている一般社団法人「自由なラジオ」製作の報道番組である。同年3月まで同じくコミュニティFMで放送されていた『ラジオフォーラム』を前身とする。
番組はYouTubeとSimulRadioでの配信、iTunesでのポッドキャスティングも行っている。

## パーソナリティ
※印のある人物は『ラジオフォーラム』からの続投。

### メインパーソナリティ
- 木内みどり（女優） - 毎月第1週を担当。
- おしどりマコ・ケン（夫婦漫才コンビ） - 当初は偶数月第2週を担当という形を取っていたが、下記のアーサーが不定期出演へ移行したため、2016年8月からほぼ毎月第2週に出演している。
- アーサー・ビナード（詩人） - 当初は奇数月第2週を担当という形を取っていたが、創作活動などの都合から2016年8月以降は不定期出演している。
- 今西憲之（ジャーナリスト）※ - 毎月第4週を担当。
- 矢野宏（ジャーナリスト、「新聞うずみ火」代表）※ - おおむね第5週を担当。
- 西谷文和（ジャーナリスト）※ - 毎月第3週を担当。

### Light UPジャーナル担当
- 小出裕章（元京都大学原子炉実験所助教）※
- 今中哲二（京都大学原子炉実験所助教）
- 湯浅誠（社会活動家）※

## コミュニティFMのネット局
2016年4月時点。
- FMねむろ
- エフエムゆーとぴあ
- KOCOラジ
- FMうらやす
- FM西東京
- FMいみず
- たんなんFM
- FMみっきぃ
- B-FM791
- FMラヂオバリバリ
- 壱岐FM
- FMたるみず
- AM1320 CHMB（英語版）（カナダ）